# Elizabeth Aguilar
Elizabeth Aguilar González (Ameca, Jalisco; 18 de agosto de 1954) es una actriz, cantante y modelo mexicana.

## Biografía
Cuenta con varios años de estudios en actuación y dramaturgia, también cuenta con estudios de filosofía en la Universidad Nacional Autónoma de México (UNAM) y está preparada musicalmente en teoría musical y canto.
Además perfeccionó sus movimientos de jazz, tap y danza clásica durante tres años en el estudio de Emma Pulido.
Saltó a la fama tras quedar en segundo lugar en el certamen Señorita México 1977 lo cual le valió la oportunidad de representar a México en el certamen Miss Mundo 1977, quedando entre las últimas 15 finalistas del concurso.
Elizabeth realizó su debut artístico en 1977, al participar como conductora especial del programa Variedades de media noche, un par de años más tarde realizó su debut cinematográfico con la cinta El vuelo de la Cigüeña, a la cual le siguieron papeles cada vez más importantes en películas como Amor a la mexicana, No vale nada la vida y Bonampak, también incursionó en mundo discográfico, con las grabaciones Elizabeth Aguilar (1989) y Ahhrebatadora (1991).
En televisión ha interpretado papeles memorables en telenovelas como Tania, Amor ajeno y Entre el amor y el odio. También participó en los programas Sábado loco, loco, No empujen y ¿Qué nos pasa?

## Trayectoria

### Televisión
| Año       | Proyecto                       | Rol                     |
| --------- | ------------------------------ | ----------------------- |
| 2012      | Como dice el dicho             | Carmen                  |
| 2009-2010 | Hasta que el dinero nos separe | Doña Dolores            |
| 2008      | Mañana es para siempre         | La Madame               |
| 2008      | Querida enemiga                | Maestra Rodríguez       |
| 2007      | Muchachitas como tú            | Virginia Vélez          |
| 2007      | Objetos perdidos               | Gitana                  |
| 2006-2007 | Mundo de fieras                | Chela                   |
| 2000-2006 | Mujer, casos de la vida real   |                         |
| 2005      | Barrera de amor                | Jacaranda               |
| 2005      | Contra viento y marea          | Coyota                  |
| 2002      | Entre el amor y el odio        | Mirna Nogales de Amaral |
| 2000      | Por un beso                    | Sra. Encino             |
| 1999      | Infierno en el paraíso         | Connie                  |
| 1999      | Tres mujeres                   | Nicole Bermúdez         |
| 1998      | ¿Qué nos pasa?                 |                         |
| 1991      | La pícara soñadora             | Lucía                   |
| 1983      | Amor ajeno                     | María                   |
| 1982      | No empujen                     |                         |
| 1980      | Sandra y Paulina               | Lulú                    |
| 1980      | Tania                          | Maslova                 |
| 1978      | Sábado loco, loco              |                         |
| 1977      | Variedades de medianoche       | Conductora              |

### Cine
| Año  | Proyecto                   | Rol           |
| ---- | -------------------------- | ------------- |
| 2005 | La moral en turno          |               |
| 2004 | Stage Fright               | Chica         |
| 2003 | Suertuda gloria            | Mamá de Yoyis |
| 1995 | La mafia no perdona        | Rita          |
| 1994 | Por la gloria o la muerte  |               |
| 1994 | Triangulo fatal            |               |
| 1992 | La venganza de Camarena    |               |
| 1990 | Más vale amada que quemada |               |
| 1989 | Bonampak                   |               |
| 1988 | El otro crimen             |               |
| 1987 | Mariana, Mariana           | Mariana       |
| 1984 | Nosotros los pelados       |               |
| 1984 | No vale nada la vida       |               |
| 1983 | Una pura y dos con sal     |               |
| 1983 | México 2000                |               |
| 1980 | El guardaespaldas          |               |
| 1980 | El hombre sin miedo        | Paloma        |
| 1980 | El coyote y la bronca      | Prostituta    |
| 1979 | Amor a la mexicana         |               |
| 1979 | El vuelo de la cigúeña     |               |

## Premios y nominaciones

### Premios Ariel
| Año  | Categoría    | Proyecto         | Resultado |
| ---- | ------------ | ---------------- | --------- |
| 1988 | Mejor actriz | Mariana, Mariana | Nominada  |